# Chthonius bartolii
Chthonius bartolii är en spindeldjursart som beskrevs av Giulio Gardini 1976. Chthonius bartolii ingår i släktet Chthonius och familjen käkklokrypare. Inga underarter finns listade i Catalogue of Life.